# Tiroteig a la Universitat Carolina de Praga
El Tiroteig a la Facultat de Belles arts de la Universitat Carolina va ser un tiroteig massiu, que va tenir lloc el 21 de desembre del 2023, quan 15 persones van morir en un tiroteig a la Facultat d'Arts de la Universitat Carolina en la plaça Jan Palach del centre de Praga, a la República Txeca. Desenes de persones van resultar ferides, nou d'elles de gravetat. La policia va acudir al lloc i va tancar tota la plaça i els seus voltants. Després que la policia va respondre, el pistoler també va morir i l'edifici de la universitat va ser evacuat.